# Signoretia mokensis
Signoretia mokensis är en insektsart som beskrevs av Anufriev 1971. Signoretia mokensis ingår i släktet Signoretia och familjen dvärgstritar. Inga underarter finns listade i Catalogue of Life.